# Lee Ungno
Lee Ungno (이응노) ou Ung-No Lee, aussi connu sous son nom d'artiste Go Am, est un peintre, sculpteur, graveur, dessinateur et calligraphe abstrait, coréen et français né le 12 janvier 1904 à Séoul et mort le 10 janvier 1989 à Paris, où il a vécu 30 ans.

## Biographie
La carrière de Lee Ungno est d'abord exclusivement coréenne, aussi est-il considéré dans son pays comme l'un des principaux peintres coréens contemporains.
Apprenant la peinture calligraphique en 1922, il est sélectionné pour une première exposition en 1924.
En 1935, il part au Japon où il étudie l'art moderne asiatique et occidental.
En 1945, il fonde l'Institut de Peinture GO AM, à Séoul. Il enseigne les techniques traditionnelles de son art le Sumi-é. Depuis 1948, il est directeur des études de peinture orientale à l'Université de Hong-Ik. Il fait aussi un long séjour à Paris en 1956, puis s'y établit en 1959.
En 1964, Il fonde avec Vadime Elisseeff, directeur du musée Cernuschi, l’Académie de peinture orientale de Paris, où il enseigne la calligraphie et la peinture orientale aux Français.
Alors qu'il se rend en Corée du Sud en 1967, il est accusé d'être un espion à la solde de la Corée du Nord dans le cadre de l'« affaire de Berlin-Est (en) » et arrêté. Il est mis en prison et condamné à perpétuité. La mobilisation et la pression internationale lui permettent de retrouver la liberté en 1970 et il revient vivre à Paris. Il obtient la nationalité française en 1983.
Une rétrospective de son œuvre est organisée en 2017, par le musée Cernuschi, à Paris.
En 2007, un musée consacré à Lee Ungno, construit par l'architecte français Laurent Beaudouin, ouvre à Daejon.

## Art
Sa peinture abstraite, qui apparaît dans les années 1950, se fonde sur la calligraphie traditionnelle de l'Extrême-Orient. Il utilise souvent l'encre de Chine sur papier. De calligraphies d'inspiration traditionnelle, il passe à des compositions abstraites qui s'inspirent aussi directement des lavis de paysages des artistes chinois du XIe au XIIIe siècle. Il use aussi de techniques originales, réalisant des collages de coton sur papier. Pour cela, il froisse, déchire, gratte le papier. Il l'imbibe d'encre et de couleurs. L'art de Lee Ungno préfigure le street art.

## Expositions

### Collectives
- 1961, 1963, 1966, 1970 au Salon Comparaisons à Paris ;
- 1963, Ier Salon international des galeries pilotes au Musée cantonal des beaux-arts de Lausanne ;
- 1965, Biennale de São Paulo ;
- 1989 et 1992, à la FIAC à Paris ;

### Personnelles
- 1958, au Musée municipal de Bonn ;
- 1959, Cologne et Francfort-sur-le-Main ;
- 1960, à Washington ;
- 1962, 1965, 1971 au Musée des arts décoratifs de Paris ;
- 1978, au musée Cernuschi où il fait une démonstration calligraphique et de nouveau en 1988 et 1989, etc.
- 2017 L'homme des foules, Musée Cernuschi, Paris

## Dans les collections muséales
- Lee Ungno Museum (en) à Daejeon
- Musée national de Corée à Séoul[6]
- Musée national d'Art moderne à Paris
- Centre national des arts plastiques
- Cabinet des Estampes de la Bibliothèque nationale de France à Paris : Forêt (1980)
- Cité de la céramique - Sèvres et Limoges, Musée national de céramique, à la suite de sa collaboration avec la Manufacture nationale de Sèvres en 1981.
- Musée d'art moderne de New York
- Musée d'Art moderne à Rome
- Musée national de Copenhague
- Musée cantonal des beaux-arts de Lausanne
- Musée de La Chaux-de-Fonds
- Carnegie International Exhibition à Pittsburgh